# عبودة (ويس)
عبودة (بالفارسية: عبودی) هي منطقة سكنية تقع في إيران في قسم ويس الريفي.